# Setanta birmanica
Setanta birmanica är en stekelart som beskrevs av Heinrich 1974. Setanta birmanica ingår i släktet Setanta, och familjen brokparasitsteklar. Inga underarter finns listade.